# لله ثم للتاریخ
لِلّه ثُمّ لِلتّاریخ: کَشْفُ الأسرار وَتبرئةُ الأئمّةِ الأطْهارِ یا اهل بیت از خود دفاع می‌کند کتابی است که در آن مؤلف به نقد تشیع می‌پردازد. نام مؤلف این کتاب به‌صورت «سید حسین موسوی» ثبت شده که به گفتهٔ برخی منابع، وجود خارجی ندارد.

## نقد
نقدهای مختلفی بر این کتاب نوشته شده‌است. منتقدان، نویسنده را به دروغ‌پردازی متهم می‌کنند. کتاب لله و للحقیقه: رد علی کتاب «لله ثم للتاریخ» یکی از این نقدهاست.